# Neosomatiana akrami
Neosomatiana akrami ist eine Art der Spulwürmer und einziger Vertreter der Gattung Neosomatiana. Sie ist ein Parasit im Darm der Tropfenkröte (Rhaebo guttatus) in Pakistan.

## Merkmale
Die Gattung ist durch einen deutlichen Kragen am Kopf und deutlichen Lippen, von denen jede ein Papillenpaar trägt, gekennzeichnet. Eine Mundhöhle fehlt, der Ösophagus hat einen hinteren Bulbus. Der Körper ist mit gestielten Papillen übersät. Der Schwanz verjüngt sich bei Männchen hinter Kloake und ist mit vielen gestielten Papillen besetzt. Die Spicula sind ungleich groß, ungeflügelt und dünn, ein Gubernaculum fehlt. Bei Weibchen verjüngt sich der Schwanz allmählich. Die Vulva liegt vor der Körpermitte. Sie sind amphildelphisch, haben also einen paarigen Genitalapparat. Die Eier sind bei Abgabe embryoniert.
Neosomatiana akrami ist ein dünner weißer Wurm mit gestreifter Kutikula. Männchen sind 1,8 bis 3,4 mm lang und 0,018 bis 0,022 mm dick. Der Ösophagus ist 272 bis 710 µm lang. Von den Kaudalpapillen liegen acht Paare vor der Kloake, fünf dahinter und zwei unpaare Papillen an der Schwanzspitze. Die Kloake liegt 228 bis 528 µm vor der Schwanzspitze. Die Spicula sind 12 µm dick, das eine 150 µm, das andere 180 µm lang.
Weibchen von Neosomatiana akrami sind 3,06 bis 3,6 mm lang und 0,24 bis 0,5 mm dick. Der Ösophagus ist 520 bis 700 µm lang. Der Anus liegt 160 µm vor der Schwanzspitze. Die Vulva liegt vor der Körpermitte, 0,8 bis 1,12 mm hinter dem Vorderende. Die embryonierten Eier sind 60–80 × 70 µm groß.